# Glossosoma spinatum
Glossosoma spinatum là một loài Trichoptera trong họ Glossosomatidae. Chúng phân bố ở miền Tân bắc.